# Conoidasida
DE Cheianu Izabella
Conoidasida este o clasă  de protozoare parazite, din încrengătura Apicomplexa. Clasa a fost definită în 1988 de către Levine și conține două subclase - coccidii și gregarine.
Se caracterizează prin:
- prezența tuturor componentelor din complexul apical (inelul apical, roptriile, conoidul, micronemele și microtuburile subpeliculare).
- conoidul din complexului apical este format dintr-un con trunchiat complet gol.
- reproducerea este asexuată (schizogonia și sporogonia) și sexuată (gamogonia); sporogonia are loc cu formarea oochisturilor cu sporozoiți infectanți.
- locomoția are loc prin  flexiunea sau glisarea corpului, ondulația crestelor longitudinale; flagelii sunt găsiți numai la microgameții unor specii; la unele specii se formează pseudopode care servesc pentru hrănire (fagocitoză).